# Gregorio de la Cuesta

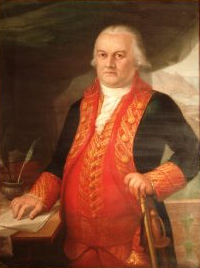
Gregorio de la Cuesta

Gregorio García de la Cuesta (La Lastra, 9 mei 1741 - Palma de Mallorca, 24 december 1811) was een Spaans generaal die vooral actief was tijdens de Spaanse Onafhankelijkheidsoorlog.

## Biografie
Gregorio de la Cuesta werd geboren in een adellijke familie uit Cantabrië. Op 17-jarige leeftijd ging hij in militaire dienst bij de Spaanse Koninklijke Garde. Tijdens de Pyreneeënoorlog was hij actief als luitenant-generaal. Tijdens die oorlog leidde hij een succesvolle aanval op de haven van de Franse plaats Collioure. In 1805 werd hij benoemd tot generaal van het leger van Oud-Castilië.
Toen de oorlog met Frankrijk uitbrak was De la Cuesta al 67 jaar oud. Zijn leger was slecht getraind en niet goed uitgerust voor de oorlog. Snel rekruteerde Cuesta nog 5.000 soldaten voor zijn leger. Tijdens zijn eerste wapenfeit tijdens deze oorlog bij Cabezón verloor hij van de Grande Armée. Uiteindelijk wist hij zijn leger te combineren met dat van Joaquin Blake, maar ook gezamenlijk gingen ze ten onder tegen de Fransen. Na de dramatisch verlopen Slag bij Somosierra herkreeg Napoleon de macht op het Iberische schiereiland. Na de interventie van de Britten op het schiereiland schaarde Cuesta zich aan hun kant. Tijdens een gevecht in 1810 raakte Cuesta erg verwond en overleed daaraan een jaar later. Hij ligt begraven in de Kathedraal van La Palma de Mallorca.